# 韓駿傑
韓駿傑（1894年—1976年2月9日）别名俊傑，号致千，祖籍直隷省永平府昌黎县，生于吉林将軍管轄区白都納副都統管轄区。中华民国政治家、法官。

## 生平
韓駿傑早年先后在吉林省立墾殖大学预科、吉林法政专門学堂法律本科学习。在吉林法政专門学堂期间，1913年（民国2年）加入国民党。1917年（民国6年）毕业，在吉林省会警察厅担任和司法行政有关的职务。1921年（民国10年），当选第三届吉林省議会議員。1925年（民国14年）夏，在国民軍将领、甘肃督軍劉郁芬手下历任中校軍法官、定西县長、皋蘭县長、甘肃省審判厅長。1927年（民国16年）6月，升任甘肃省政府委員兼司法厅厅長，後来任甘肃高等法院院長。他还担任中国国民党蘭州市党部執行委員，至1931年（民国20年）冬一直在甘肃省活動。
1932年（民国21年），韓駿傑被任命为国民政府軍事委員会参議、豫鄂皖三省剿匪総司令部少将参議。1935年（民国24年）4月，被起用为河南省第9区行政督察专員兼保安司令。翌年，调任国民政府軍事委員会中将参議，并任冀察政務委員会顧問，到北平、天津赴任。任职期间，曾赴日本开展间谍活动。1937年（民国26年）抗日战争爆发后，韓駿傑变装逃离北平、天津。
1938年（民国27年）10月，韓駿傑被起用为監察院監察委員，执行国民政府軍事委員会第2、第3、第5巡察团的任务。1945年（民国34年）9月，被任命为黑龙江省政府主席。翌年3月，提前自黑龙江省逃走，未能在当地负实际职责。1947年（民国36年）10月，任国民政府主席東北行轅政務委員会委員。第二次国共内战国民党敗北之际，韓駿傑逃往台湾。
在台湾，1950年（民国39年）12月，韓駿傑被任命为行政院設計委員会委員。1952年（民国41年）3月，被任命为司法院大法官，同年4月兼任司法院法規委員会顧問。1954年（民国43年）10月，兼任光復大陸設計研究委員會委員。1958年（民国47年）大法官任期届满，退任。1976年（民国65年）2月9日，韓駿傑在台北市病逝。享年83岁。

## 著作
- 《西北游記》
- 《青海漫談》
- 《萬壽山後被俘記》